# ایگور والتوف
ایگور والتوف (روسی: Игорь Анатольевич Валетов؛ زادهٔ ۱ فوریهٔ ۱۹۴۶) ورزشکار شمشیربازی اهل اتحاد جماهیر شوروی سوسیالیستی است.
وی در مسابقات کشوری و بین‌المللی در مجموع برندهٔ ۱ مدال برنز شده‌است.